# Żaneta Rerutko
Żaneta Rerutko (ur. 4 marca 1995) – polska judoczka.
Zawodniczka klubów: UKJ 225 Warszawa (2008-2011), WKS Gwardia Warszawa (2012-2014), AZS UW Warszawa (od 2014). Brązowa medalistka zawodów pucharu Europy juniorek w 2012. Brązowa medalistka mistrzostw Polski seniorek 2012. Ponadto m.in. młodzieżowa mistrzyni Polski 2016 i mistrzyni Polski juniorek 2015.